# Wejdene
Wejdene Chaïb (Saint-Denis, 23 aprile 2004) è una cantante francese, meglio nota per aver raggiunto il successo con le hit Anissa e Coco, entrambe certificate diamante dalla SNEP.

## Discografia

### Album in studio
- 2020 – 16
- 2022 – Glow Up

### EP
- 2024 – W

### Singoli
- 2019 – J'attends
- 2020 – J'peux dead
- 2020 – Trahison
- 2020 – Anissa
- 2020 – Coco
- 2020 – 16
- 2021 – Réfléchir
- 2021 – Je t'aime de ouf
- 2022 – La meilleure
- 2022 – Re
- 2022 – Calle
- 2022 – Poto
- 2024 – Terminer

### Collaborazioni
- 2020 – Loin de tout (Jul feat. Wejdene)
- 2021 – Gang-gang (S-Pion feat. Wejdene)